# Volejbol'nyj klub Luč Moskva
Il Volejbol'nyj Klub Luč Moskva (in russo Волейбольный Клуб Луч Москва?) è stata una società pallavolistica maschile russa con sede a Mosca.

## Storia
La società nasce nel 1994 e si iscrive al neonato campionato russo, partendo dalle divisioni inferiori: dopo alcuni anni di buoni piazzamenti ottiene la promozione in Superliga vincendo la Visšaja Liga A 2001-02. Nella prima esperienza nella massima serie la squadra ottiene in quinto posto, che vale l'accesso alla Coppa CEV; questo risultato verrà ripetuto due anni dopo, mentre nella Coppa CEV 2005-06 il sodalizio di Mosca si spinge fino ai quarti di finale.
Al termine di questa annata la squadra rinuncia all'iscrizione alla Superliga 2006-07, andando incontro a un lento declino: dopo due stagioni a livello dilettantistico arriva il definitivo scioglimento, avvenuto nel 2008.